# Tim Flannery
Tim Flannery, född den 28 januari 1956, är en australisk paleontolog och miljöaktivist. År 2007 fick han utmärkelsen "Årets australier". För närvarande har han en professur vid Macquarie University. Han är också ordförande för Copenhagen Climate Council, som är en internationell grupp som arbetar för ökad medvetenhet om klimathotet. 

### Utgivna på svenska
- 2006 - Flannery, Tim Fridtjof. Vädermakarna: människan och klimatet. Månpocket. Fakta, 99-0832420-9. Översättning: Per Nyqvist ([Ny utg. 2007]). Stockholm: Månpocket. Libris 10362079. ISBN 978-91-7232-086-4

### Artiklar
- "We're Living on Corn!" The New York Review of Books 54/11 (28 June 2007): 26-28 [recenserar Michael Pollan, The Omnivore's Dilemma: A Natural History of Four Meals och Bill McKibben, Deep Economy: The Wealth of Communities and the Durable Future]
- "The Third Wave", The Monthly, April 2009, on extinction of Australian animals
- "Comment", The Monthly, May 2009, om koldioxidutsläpp
- "Goodbye to All That" The Monthly, June 2009, reviews The Vanishing Face of Gaia av James Lovelock